# Hela Azerbajdzjan
Hela Azerbajdzjan (azerbajdzjanska: Bütöv Azərbaycan) är ett irredentistiskt koncept som går ut på att ena alla azerbebodda områden till att bli en del av Azerbajdzjan.

## Historik
Idén om "Hela Azerbajdzjan" formulerades av Piruz Dilanchi år 1991 och definierades år 1992 av den azerbajdzjanske presidenten Abulfaz Elchibey (s. 1992-1993). År 1991 grundade Dilanchi den nationalistiska organisationen SANLM och år 1997 grundade Elchibey organisationen "Hela Azerbajdzjanska unionen" (Bütöv Azərbaycan Birliyi). Elchibey menade att detta område ur ett historiskt perspektiv haft en stor etnisk azerisk närvaro. Han menade att det var Azerbajdzjan som hade rätt att styra det, under ett föreslaget styrelseskick benämnt "De förenade azerbajdzjanska länderna" (Birləşmiş Azərbaycan Yurdları). Efter att han dog år 2002 publicerades det postumt. 

## Politiska initiativ
Termen Hela Azerbajdzjan fortsatte att användas i politiska initiativ som SANLM (CAMAH) och Hela Azerbajdzjans folkfrontsparti.[källa behövs]

## Gränser
Även om Hela Azerbajdzjans gränser inte är strikt definierade så har vissa förespråkare porträtterat de som delar av följande områden:
- Sydazerbajdzjan (Cənubi Azərbaycan) -  iranska regionen Azarbaijan, omfattande provinserna Östazarbaijan, Västazarbaijan och Ardabil, ibland även Zanjan
- Västazerbajdzjan (Qərbi Azərbaycan) -  alla områden inom dagens Armenien
- Derbent (Dərbənd) -  Derbentdistriktet, Dagestan
- Bortjali (Borçalı) -  Del av Nedre Kartlien i Georgien
- Iğdır Province -  Östanatolien, Turkiet